# Borislav Pelević
Borislav Pelević, cyr. Борислав Пелевић (ur. 22 listopada 1956 w Bublje, zm. 25 października 2018 w Belgradzie) – serbski polityk i działacz sportowy, parlamentarzysta, kandydat w wyborach prezydenckich.

## Życiorys
Absolwent wydziału ekonomicznego Uniwersytetu w Belgradzie, a także kultury fizycznej w Paryżu. Pracował w przedsiębiorstwie Ineks Intereksport, następnie został dyrektorem firmy Sportinvesta. Był przewodniczącym jugosłowiańskiej federacji w kick-boxingu i członkiem władz krajowego komitetu olimpijskiego, a także prezesem World Association of Kickboxing Organizations.
W czasie walk w Republice Serbskiej Krajiny służył w paramilitarnych oddziałach Tygrysów Arkana, dowodzonych przez Željka Ražnatovicia. Wraz z Arkanem współtworzył Partię Jedności Serbskiej, po zabójstwie Željka Ražnatovicia został jej przewodniczącym. W 1992 i w 2000 z ramienia tego ugrupowania uzyskiwał mandat posła do Zgromadzenia Narodowego. W 2002 (dwukrotnie) oraz w 2004 bez powodzenia kandydował w wyborach prezydenckich. W 2007 przyłączył się ze swoim ugrupowaniem do Serbskiej Partii Radykalnej, w 2007 i w 2008 z listy SRS ponownie wybierany do Skupsztiny. W 2008 przeszedł do nowo powstałej Serbskiej Partii Postępowej. W 2012 utrzymał mandat poselski, odszedł jednak z SNS w trakcie kadencji, którą zakończył w 2014.